# Gagaouzes
Cet article concerne le peuple gagaouze. Pour la langue gagaouze, voir Gagaouze.
Les Gagaouzes (en gagaouze : Gagauzlar) sont un peuple de langue turcique et de confession chrétienne orthodoxe, vivant d'une part dans les Balkans (Gagaouzes balkaniques en Bulgarie et dans les régions de Kumanovo et Bitola en Macédoine du Nord) et d'autre part (depuis 1828) dans le Boudjak, une région historique aujourd'hui partagée entre l'Ukraine et la Moldavie, au sein de laquelle ils bénéficient d'une entité territoriale autonome : la Gagaouzie.

## Dénominations
Les dénominations traditionnelles, Gökoğuzlar en turc et Гаговцы, Gagovtsy en russe, jugées l'une obsolète, l'autre péjorative, ont été remplacées depuis 1991 par l'ethnonyme revendiqué par les Gagaouzes eux-mêmes, par la voix de leur premier président Stepan Topal, à savoir Gagauzlar en turc et Гагау́зы Gagaouzy en russe, provenant de la forme roumaine Găgăuzi.

## Histoire
Les Gagaouzes apparaissent dans l'histoire sous le nom de Gök-Oğuz au cours du XIIIe siècle dans les Balkans, autour de Serrès et de Varna. Ils pourraient être issus d'Oğuzes turcophones, mercenaires du Second Empire bulgare, qui n'ont pas été islamisés, mais sont passés du tengrisme au christianisme, peut-être en même temps que la minorité dominante de l'aristocratie proto-bulgare, en 864, ou peut-être plus tard. Les Oğuzlar (de l'ancien turc oğ : « clan »), descendent, selon la légende, des Türgiş menés par Oğuz Khān qui eut six fils : Kün (« Soleil »), Ay (« Lune »), Yildiz (« Étoile »), Kök ou Gök (« Ciel »), Dağ (« Montagne ») et Dengiz (« Mer »), chacun dirigeant un groupe de quatre clans partageant le même totem, soit 24 clans en tout. Les Gagaouzes se référaient au ciel d'où leur nom originel de Gök Oğuz (« Oğuzes bleus » ou « célestes »). Au cours des siècles, les autres tribus oğuzes passent de leur tengrisme ancestral au manichéisme, au nestorianisme, au bouddhisme et enfin, pour la plupart, à l'islam. On a aussi relié les Gagaouzes aux Bardariotes.
Au XIXe siècle, en 1828, le tsar russe, Alexandre Ier et le sultan ottoman, Mahmoud II font un échange de populations de part et d'autre des bouches du Danube : des Bulgares et la plupart des Gagaouzes quittent la Bulgarie encore ottomane pour venir cultiver les terres du Boudjak annexé en 1812 par l'Empire russe, à la place des Turcs et surtout des Tatars musulmans, qui y vivaient auparavant d'élevage extensif, et qui sont déplacés en Dobrogée (en bulgare « Dobroudja », en roumain « Dobrogea »), dans l'actuelle Roumanie et autour de Varna dans l'actuelle Bulgarie.
Des études ont montré que les Gagaouzes sont génétiquement plus proches des populations balkaniques que des populations turcophones du Proche-Orient et d'Asie centrale,, ce qui est cohérent avec leurs origines géographiques.
Dans les républiques socialistes soviétiques de Moldavie et d'Ukraine, les Gagaouzes n'avaient pas de territoire autonome propre, mais ils profitèrent de la dislocation de l'URSS en 1991 pour s'en proclamer un, et réclamer leur indépendance par la voix de leur leader de l'époque, Stepan Topal ; l'Ukraine nouvellement indépendante ayant menacé de les expulser des raions de Bolhrad et Taroutyne, ils y renoncèrent et depuis, la Gagaouzie n'existe qu'en Moldavie, en tant que région autonome.

## Situation actuelle

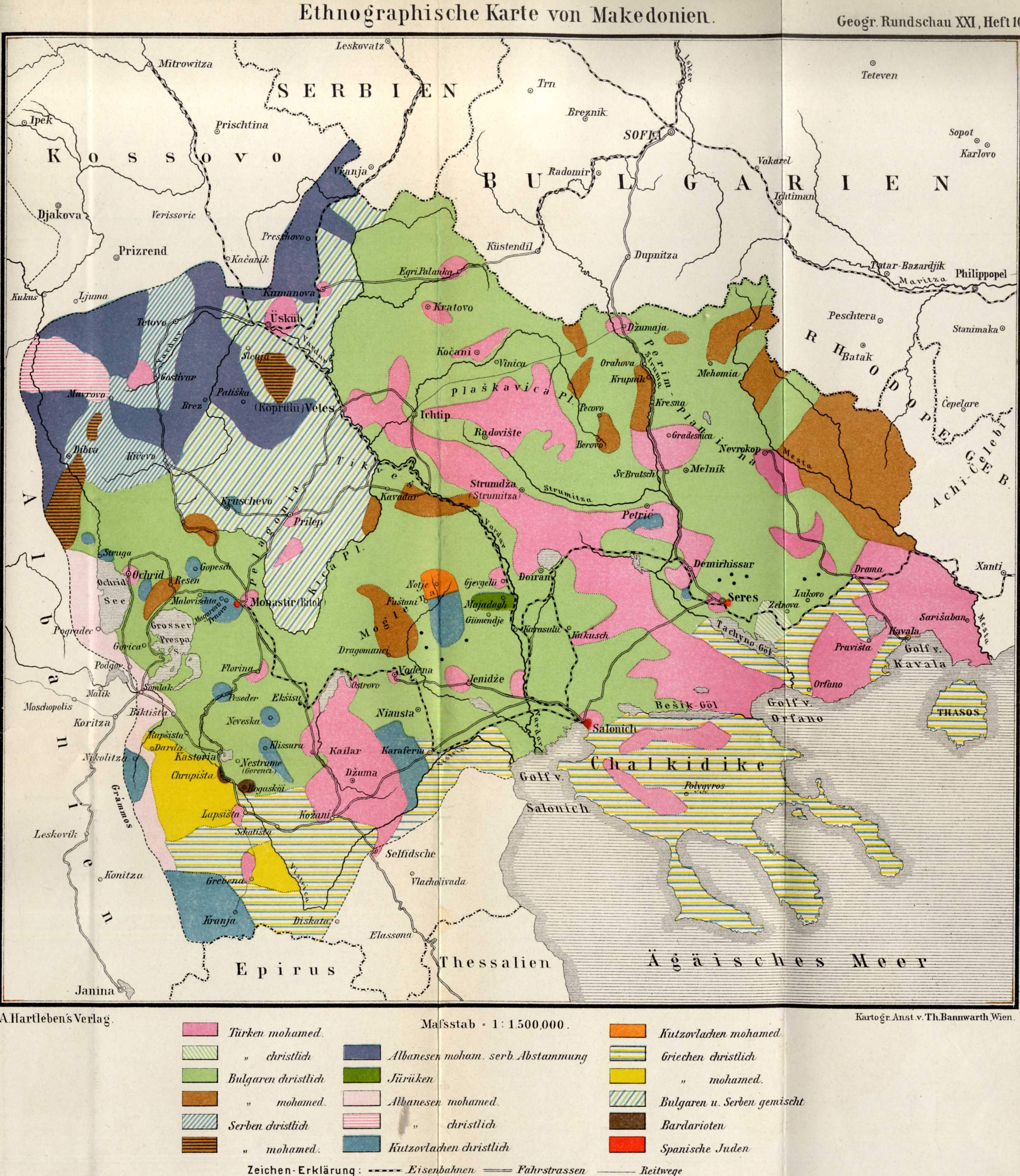
Sur cette carte austro-hongroise de 1878 les « turcs chrétiens » (seconde case) figurent à l'Est de Serrès en Macédoine.

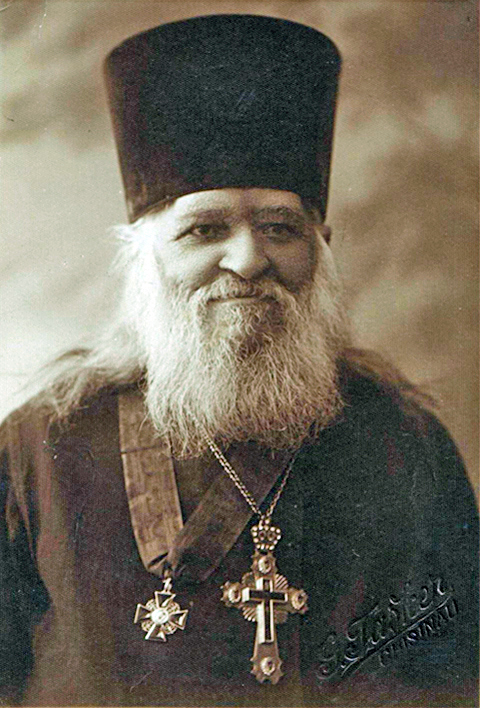
Le lettré gagaouze Mihail Çakir.

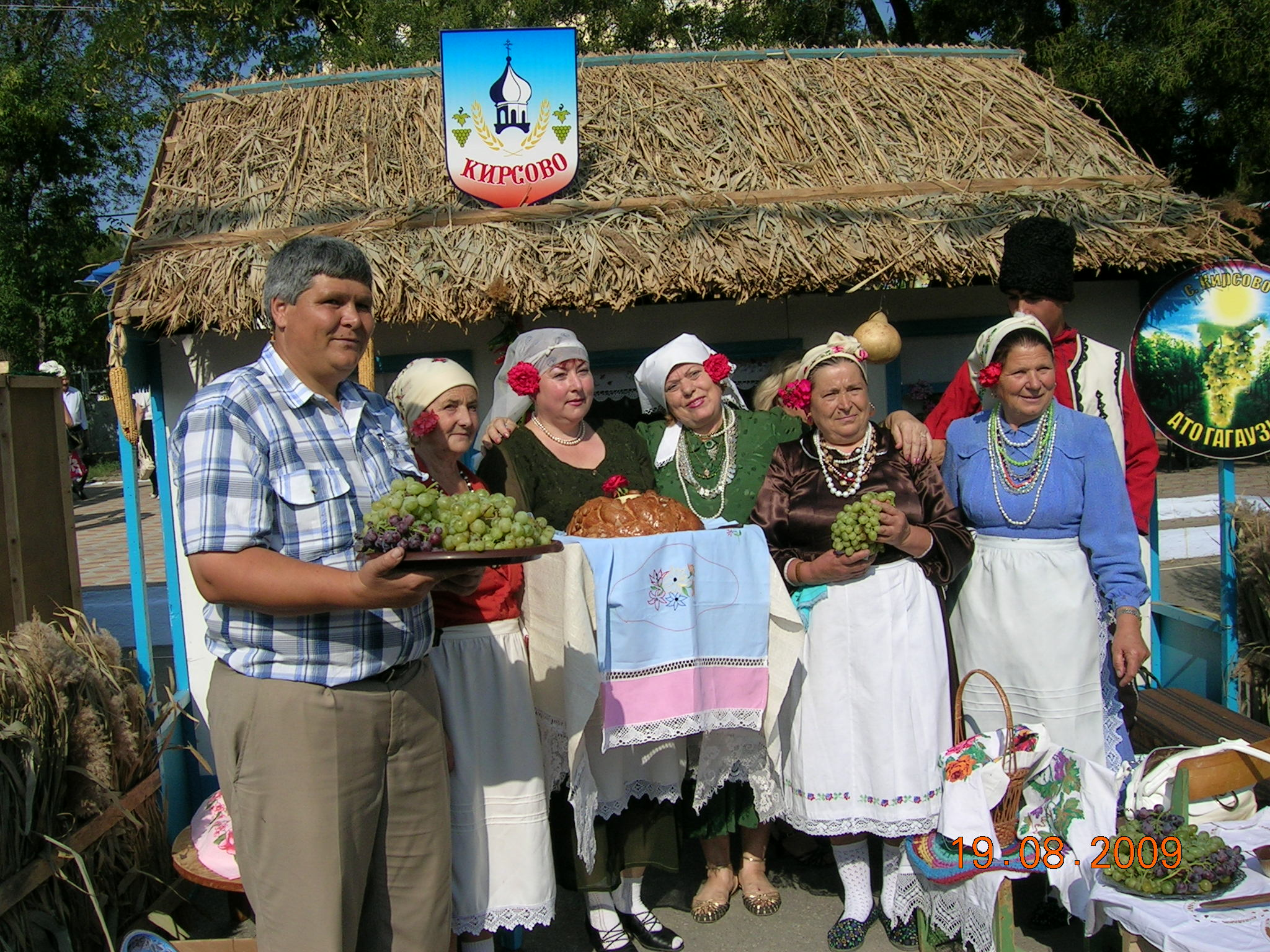
Congrès gagaouze international, en 2009 à Comrat en Gagaouzie.

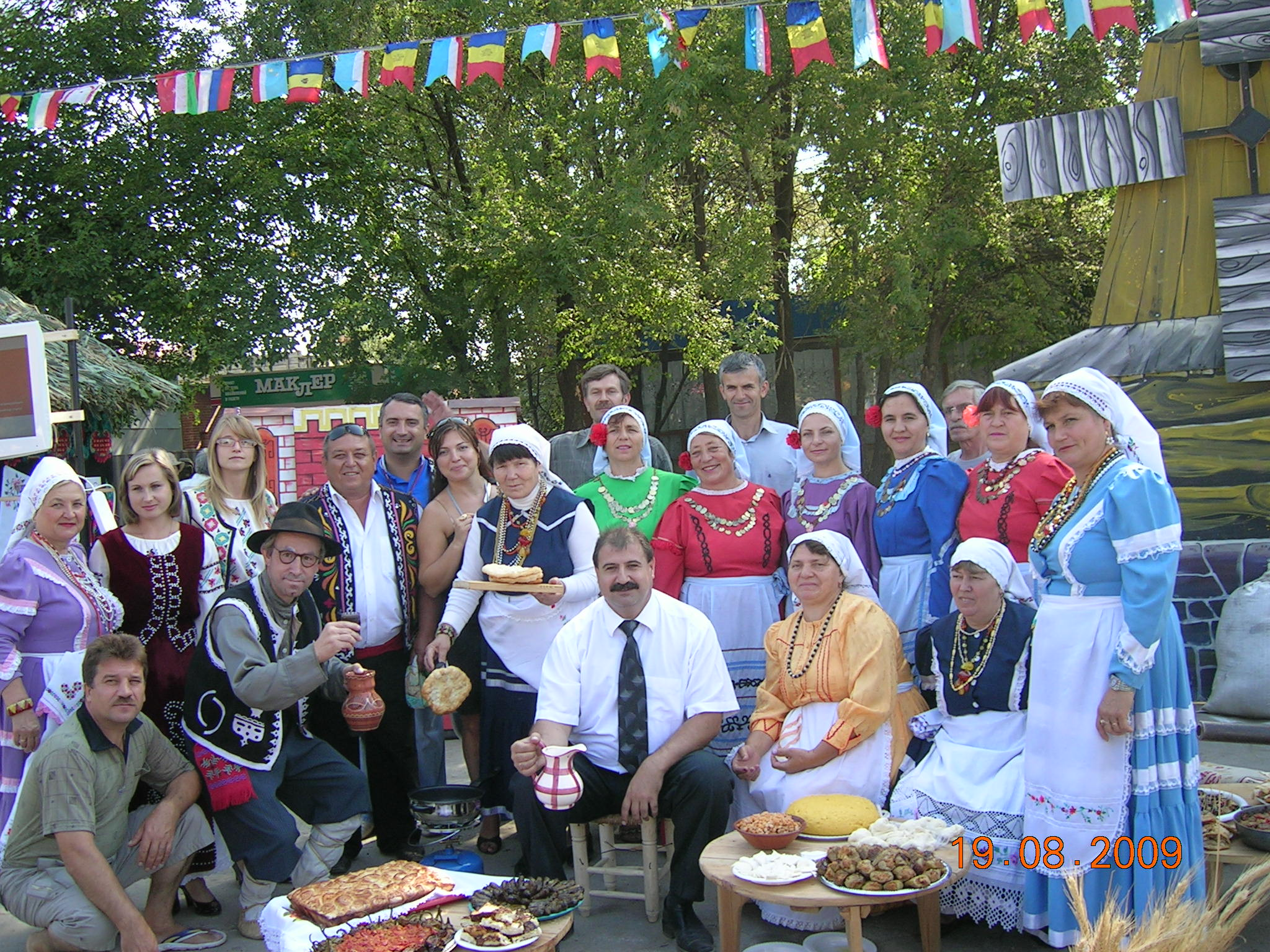
Congrès gagaouze international, en 2009 à Comrat en Gagaouzie.

Aujourd'hui, les Gagaouzes sont présents en Ukraine, et surtout en Moldavie qui regroupe 87 % d'entre eux et où ils bénéficient d'un territoire autonome et d'une représentation permanente au parlement. Dans ces pays, la plupart d'entre eux sont devenus russophones à l'époque soviétique, mais le turc gagaouze, codifié par Mihail Çakir, est toujours pratiqué et enseigné. Les Gagaouzes sont aussi présents, en nombre réduit, en Bulgarie, dans divers pays de l'ex-URSS (où ils ont été dispersés par le marché du travail) et en Turquie (émigration économique).
Le gouvernement turc, afin d'étoffer à Istanbul son « Patriarcat turc orthodoxe » qui n'a qu'une cinquantaine de fidèles, a proposé aux Gagaouzes de s'y rattacher en 1991, pour renforcer cette Église orthodoxe non-canonique, mais turcophone, rivale du Patriarcat œcuménique de Constantinople (environ 3 500 000 fidèles, dont 3 500 en Turquie). Mais Stepan Topal ayant des engagements envers la Russie, et les Gagaouzes de Bulgarie craignant d'être accusés de panturquisme, le clergé gagaouze resta fidèle aux patriarcats orthodoxes russe et bulgare.
Les Oğouzes musulmans, ou Turcomans, sont à présent connus sous le nom de Turkmènes ; d'autres, mêlés à des Tatars, se sont fondus dans le peuple Azéri, mais la plupart ont été assimilés par les Turcs de Turquie.